# Hyphessobrycon meridionalis
Hyphessobrycon meridionalis är en fiskart som beskrevs av Ringuelet, Miquelarena och Menni, 1978. Hyphessobrycon meridionalis ingår i släktet Hyphessobrycon och familjen Characidae. Inga underarter finns listade i Catalogue of Life.